# Empuriabrava

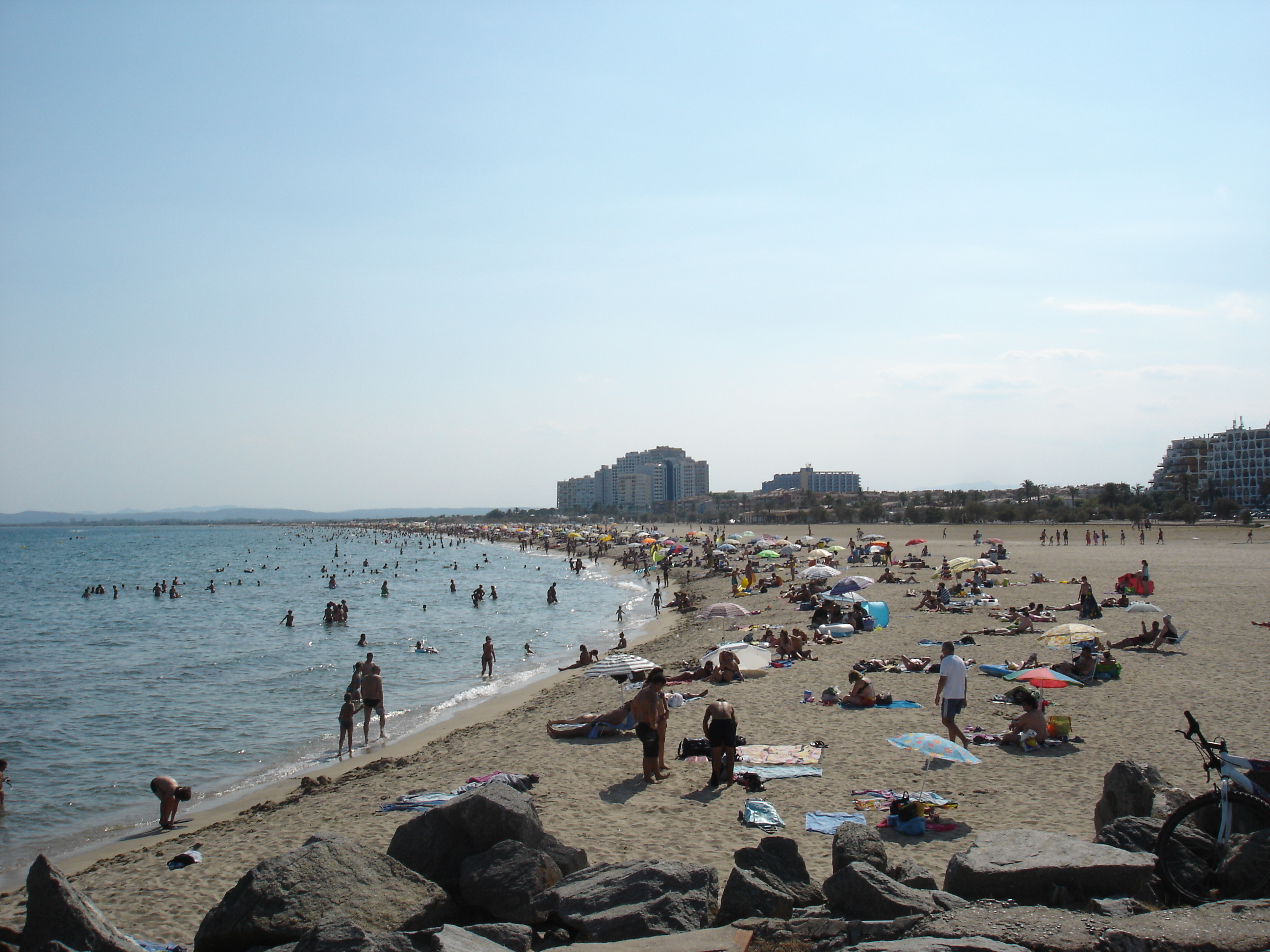
Bãi biển của Empuriabrava

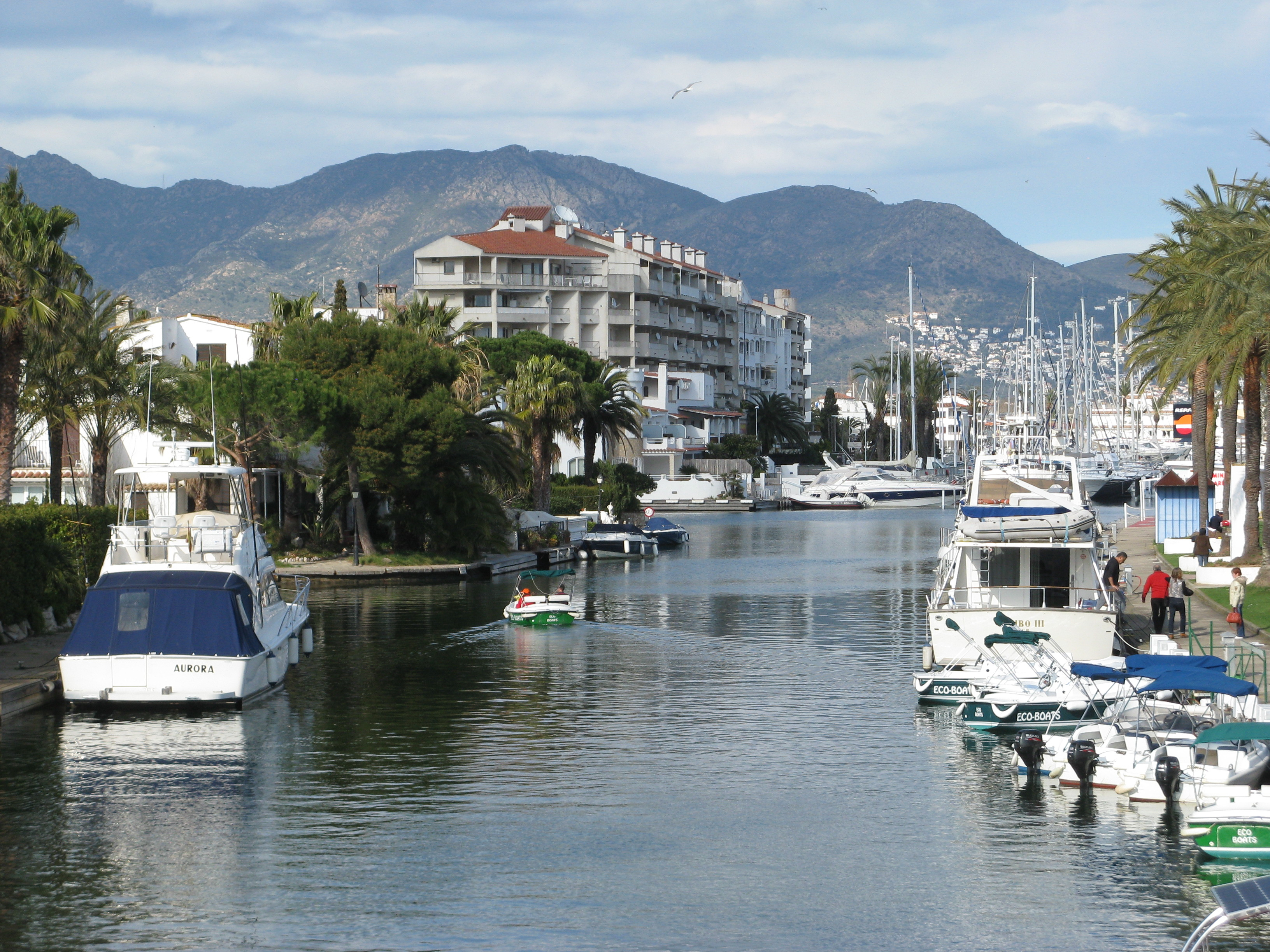
Những con kênh và những ngôi nhà tại Empuriabrava.

Empuriabrava (tiếng Tây Ban Nha: Ampuriabrava) là một trong những bến du thuyền lớn nhất thế giới. Nó nằm trên bờ biển của Girona, ven đông bắc Costa Brava, Catalonia, Tây Ban Nha.
Empuriabrava ban đầu được xây dựng trên một đầm lầy, và đã trở thành một điểm du lịch với quy hoạch ban đầu vào năm 1964, hoàn thành vào năm 1975. Thị trấn có hơn 40 km kênh mương cho tàu bè qua lại dễ dàng. Vào mùa hè, thị trấn thu hút khách du lịch với khoảng 80.000 du khách và 5.000 thuyền neo đậu. Chính vì vậy, nó được mệnh danh là Venice của Tây Ban Nha. Các ngôi nhà ở đây được xây dựng theo phong cách cổ điển Địa Trung Hải. Gần thị trấn là Empúries, là Acropolis mang văn hóa Hy Lạp-La Mã.
Tại Empuriabrava có một bãi biển cát đẹp tuy chỉ dài vài km, nhưng nó lại thu hút rất đông những người tắm nắng, bơi lội hay tham gia các trò chơi dưới nước, bởi tại đây, mặt trời hầu như chiếu sáng 300 ngày một năm. nhưng Phía Bắc của thị trấn là một trung tâm nhảy dù lớn và bận rộn nhất châu Âu, đã được mua bởi Skydive Dubai, thuộc sở hữu của Thái tử Dubai Hamdan bin Mohammed Al Maktoum trong tháng 12 năm 2012. Đây chính là một trong ba địa điểm nhảy dù tốt nhất thế giới.